# پن-استارز
پَن‌-اِستارز یا پان-اِستارز (انگلیسی: Pan-STARRS) که کوتاه شدهٔ (Panoramic Survey Telescope and Rapid Response System) (تلسکوپ بررسی پانورامیک و سیستم واکنش سریع) است
یک تلسکوپ زمینی بررسی پانورامیک واکنش سریع (با کد مشاهده: F51 و Pan-STARRS2 کد مشاهده: F52) واقع در رصدخانه هالیکالا، هاوایی، ایالات متحده است که شامل دوربین‌های نجومی، تلسکوپ‌ها و یک مرکز محاسباتی در حال بررسی و نقشه‌برداری آسمان است. آنها به‌طور مداوم در جستجوی اجرام متحرک یا متغیر و همچنین تولید داده‌های اخترسنجی و نورسنجی دقیق‌تر از اجرام از قبل کشف شده‌است. در ژانویه ۲۰۱۹ انتشار دومین مجموعهٔ داده  پَن‌-اِستارز اعلام شد. با حجم ۱٫۶ پتابایت، این بزرگ‌ترین حجم داده‌های نجومی است که تاکنون منتشر شده‌است.
پروژهٔ پَن‌-اِستارز با همکاری مؤسسه نجوم دانشگاه هاوایی، آزمایشگاه MIT لینکلن، مرکز محاسباتی با عملکرد بالا مائوئی و شرکت بین‌المللی کاربردهای علمی است. بودجه ساخت تلسکوپ توسط نیروی هوایی ایالات متحده تأمین شد.
پَن‌-اِستارز با تشخیص تفاوت‌های مشاهدات قبلی از همان مناطق آسمان، بسیاری از سیارک‌های جدید، دنباله‌دارها، ستاره‌های متغیر، ابرنواخترها و دیگر اجرام آسمانی را کشف می‌کند. مأموریت اصلی آن اکنون شناسایی اجرام نزدیک به زمین است که رویدادهای ضربه ای را تهدید می‌کنند و انتظار می‌رود که پایگاه داده‌ای از تمام اجرام قابل مشاهده از هاوایی (سه چهارم کل آسمان) تا قدر ظاهری ۲۴ ایجاد کند. ساخت Pan-STARRS انجام شد. تا حد زیادی توسط نیروی هوایی ایالات متحده از طریق آزمایشگاه‌های تحقیقاتی آنها تأمین می‌شود. بودجه اضافی برای تکمیل Pan-STARRS2 از برنامه رصد اجرام نزدیک به زمین ناسا تأمین شد. بیشتر بودجه ای که در حال حاضر برای بهره‌برداری از تلسکوپ‌های Pan-STARRS استفاده می‌شود از برنامه رصد اجرام نزدیک به زمین ناسا تأمین می‌شود. بررسی Pan-STARRS NEO تمام آسمان شمال انحراف ۴۷٫۵- را جستجو می‌کند.
اولین تلسکوپ Pan-STARRS (PS1) در قله هالیکالا در مائوئی، هاوایی قرار دارد و در ۶ دسامبر ۲۰۰۸ تحت مدیریت دانشگاه هاوایی به صورت آنلاین عرضه شد. PS1 مشاهدات علمی تمام وقت را در ۱۳ مه ۲۰۱۰ آغاز کرد و مأموریت علمی PS1 تا مارس ۲۰۱۴ ادامه داشت. عملیات توسط کنسرسیوم علمی PS1، PS1SC، کنسرسیومی شامل انجمن ماکس پلانک در آلمان، دانشگاه مرکزی ملی در تایوان تأمین مالی شد. دانشگاه‌های ادینبورگ، دورهام و کوئینز بلفاست در انگلستان و دانشگاه‌های جان هاپکینز و هاروارد در ایالات متحده و شبکه تلسکوپ جهانی رصدخانه لاس کامبرس. مشاهدات کنسرسیومی برای کل آسمان (که از هاوایی قابل مشاهده است) در آوریل ۲۰۱۴ تکمیل شد.
پس از تکمیل PS1، پروژهٔ  پَن‌-اِستارز بر روی ساخت Pan-STARRS 2 (PS2) متمرکز شد، که اولین نور در سال ۲۰۱۳ برای آن به دست آمد، با عملیات علمی کامل برنامه‌ریزی شده برای سال 2014 and then the full array of four telescopes, sometimes called PS4. Completing the array of four telescopes is estimated at a total cost of US$100 million for the entire array. و سپس آرایه کامل چهار تلسکوپ، که گاهی نامیده می‌شود. PS4. تکمیل آرایه چهار تلسکوپ با هزینه کل ۱۰۰ میلیون دلار آمریکا برای کل آرایه برآورد شده‌است.
از اواسط سال ۲۰۱۴، Pan-STARRS 2 در مرحله راه اندازی بود. در پی مشکلات مالی قابل توجه، هیچ جدول زمانی مشخصی برای تلسکوپ‌های اضافی فراتر از دوم وجود نداشت. در مارس ۲۰۱۸، Pan-STARRS 2 توسط مرکز سیاره کوچک برای کشف سیارک بالقوه خطرناک آپولو (515767) 2015 JA2، اولین کشف سیاره کوچک آن در هالیکالا در ۱۳ مه ۲۰۱۵ اعتبار یافت.

## دانش
پَن‌-اِستارز در حال حاضر عمدتاً توسط کمک مالی برنامه مشاهدات اجسام نزدیک به زمین ناسا تأمین می‌شود؛ بنابراین ۹۰ درصد از زمان مشاهده خود را صرف جستجوهای اختصاصی برای اجرام نزدیک به زمین می‌کند.
بررسی سیستماتیک کل آسمان به صورت مداوم پروژه ای بی‌سابقه است و انتظار می‌رود تعداد بسیار زیادی از اکتشافات انواع مختلف اجرام آسمانی را به همراه داشته باشد. به عنوان مثال، بررسی پیشروی فعلی کشف سیارک، بررسی کوه لمون، [a], به قدر ظاهری 22 V می‌رسد. Pan-STARRS حدود یک قدر کم نورتر می‌شود و کل آسمان قابل مشاهده از هاوایی را پوشش می‌دهد. ] این بررسی در حال انجام همچنین تکمیل کننده تلاش‌ها برای نقشه‌برداری از آسمان مادون قرمز توسط تلسکوپ مداری WISE ناسا خواهد بود که نتایج یک بررسی مکمل و گسترش دهنده دیگری است.
دومین انتشار داده، Pan-STARRS DR2، که در ژانویه ۲۰۱۹ اعلام شد، بزرگ‌ترین حجم داده‌های نجومی است که تاکنون منتشر شده‌است. در بیش از ۱٫۶ پتابایت تصویر، معادل ۳۰۰۰۰ برابر محتوای متنی ویکی‌پدیا است. داده‌ها در آرشیو Mikulski برای تلسکوپ‌های فضایی (MAST) قرار دارند.

### یافته‌های برجسته
| مشخص شده             | گزارش شده / کشف‌شده | شرح |    |
| -------------------- | ------------------ | --- | -- |
| 2010 ST3             | ۱۶ سپتامبر ۲۰۱۰    | این NEA, که در زمان کشف آن احتمال بسیار کمی برای برخوردش با زمین در سال ۲۰۹۸ وجود داشت، در ۱۶ سپتامبر ۲۰۱۰ توسط پَن‌-اِستارز کشف و گزارش شد. این نخستین سیارک نزدیک به زمین بود که پروژهٔ پَن‌-اِستارز موفق به شناخت آن می‌شد. پهنای این جرم بین ۳۰ تا ۶۵ متر ارزیابی شده؛ همان که همسان همان جرمی است که در رویداد برخوردی تونگوسکا در سال ۱۹۰۸ به روسیه برخورد کرده‌است. در اواسط اکتبر ۲۰۱۰ این جرم از فاصلهٔ تقریبی ۶ میلیون کیلومتری زمین گذشت. | ۰۱ |
| 2012 GX17            | ۱۴ April ۲۰۱۲      | this faint ~22nd-magnitude object was initially considered a promising Neptune الگو:L5 trojan candidate. | ۰۲ |
| 2013 ND15            | ۱۳ July ۲۰۱۳       | this object is probably the first known Venus الگو:L4 trojan. | ۰۳ |
| سی/۲۰۱۱ ال ۴         | ۶ June ۲۰۱۱        | اخترشناسان دانشگاه هاوایی با استفاده از تلسکوپ پَن‌-اِستارز discovered comet C/2011 L4 in June 2011. At the time of discovery it was about 1.2 billion kilometers from the Sun, placing it beyond the orbit of Jupiter. The comet became visible to the naked eye when it was near perihelion in March 2013. It most likely originated in the Oort cloud, a cloud of comet-like objects located in the distant outer Solar System. It was probably gravitationally disturbed by a distant passing star, sending it on a long journey toward the Sun. | ۰۴ |
| PS1-10afx            | ۳۱ August ۲۰۱۰     | a unique hydrogen-deficient superluminous supernova (SLSN) at redshift z = 1.388. Discovered first in MDS imaging on 31 August 2010. The overluminosity was later found to be the result of gravitational lensing. | ۰۵ |
| PS1-10jh             | ۳۱ May ۲۰۱۰        | the tidal disruption of a star by a supermassive black hole. | ۰۶ |
| P/2010 T2            | ۱۶ October ۲۰۱۰    | this faint ~20th-magnitude object is the first comet to be discovered by the Pan-STARRS program. Even at perihelion in the summer of 2011 at 3.73 AU it will only be magnitude 19.5. It has an orbital period of 13.2 years and is a member of the short-period Jupiter family of comets. | ۰۷ |
| P/2012 B1            | ۲۵ January ۲۰۱۲    | a Pan-STARRS discovery | ۰۸ |
| P/2012 T1            | ۶ October ۲۰۱۲     | a Pan-STARRS discovery, is one of the very few known main-belt comets. | ۰۹ |
| C/2013 P2            | ۴ August ۲۰۱۳      | a Pan-STARRS discovery, Manx Comet from Oort cloud, orbital period greater than 51 million years. | ۱۰ |
| P/2013 R3            | ۱۵ September ۲۰۱۳  | a Pan-STARRS discovery, disintegration observed by the Hubble Space Telescope. | ۱۱ |
| C/2014 S3            | ۲۲ September ۲۰۱۴  | a rocky comet (PANSTARRS). | ۱۲ |
| 2014 YX49            | ۲۶ December ۲۰۱۴   | a Trojan of Uranus, the second one ever announced. | ۱۳ |
| SN 2008id            | ۳ November ۲۰۰۸    | a type Ia supernova, confirmed by Keck observatory via redshift. | ۱۴ |
| 469219 Kamoʻoalewa   | ۲۷ April ۲۰۱۶      | possibly the most stable quasi-satellite of Earth. | ۱۵ |
| 2016 UR36            | ۲۵ October ۲۰۱۶    | a NEO – seen 5 days out. | ۱۶ |
| C/2017 K2            | ۲۱ May ۲۰۱۷        | a new comet with a hyperbolic orbit and escape velocity. | ۱۷ |
| 1I/2017 U1 ʻOumuamua | ۱۹ October ۲۰۱۷    | the first observation of an interstellar object. | ۱۸ |
| (515767) 2015 JA2    | ۳۱ March ۲۰۱۸      | Pan-STARRS 2 (PS2) first minor-planet discovery (made on 1۳ مه ۲۰۱۵) credited by the Minor Planet Center on numbering in March 2018. | ۱۹ |
| P/2016 G1            | ۶ March ۲۰۱۶       | first observed disintegration of an asteroid, following a collision. | ۲۰ |
| 2020 MK4             | ۲۴ June ۲۰۲۰       | Centaur | ۲۱ |